# Лазарєвське адміралтейство
Лазарєвське адміралтейство — адміралтейство (центр кораблебудування) в місті Севастополь (сьогодні — Севастопольський морський завод) засноване у червні 1783 року.

## Історія
Адміралтейство було розташоване на західному березі Південної бухти де були розміщені слюсарна, столярна, ливарна та інші майстерні, ластовий і шлюпковий сараї, адміністративні будівлі адміралтейства і порту.
Головне завдання адміралтейства — військовий судноремонт і будівництво військових кораблів.
У 1794 р. в севастопольському адміралтействі заклали дві шхуни, які були спущені на воду в серпні 1795. Це були перші військові судна, побудовані в Севастополі.
У 1804 р. Севастополь був оголошений головним портом Чорноморського флоту. У перше десятиліття XIX століття в севастопольському адміралтействі приступили до систематичної споруді військових судів. До 1808 р. тут будували тільки баркаси, шлюпки і невеликі судна. За сімнадцять років в севастопольському порту було побудовано 17 бойових одиниць, відремонтовано 14.
Новий етап розвитку суднобудування в Севастополі пов'язаний з призначенням в 1834 р. на посаду Головного командира Чорноморського флоту і портів адмірала М. П. Лазарева, який доклав багато зусиль до розширення і зміцнення старого адміралтейства в Севастополі і будівництву нового.
Для адміралтейства на суміжних ділянках зводилися кам'яні будівлі під робочу двоповерхову казарму, приміщення для складів і обладнання. У 1836 р. був заснований «комітет по влаштуванню нового адміралтейства» на східному березі Південної бухти.
У 1840 р. на березі Південної бухти почав будуватися елінг для підйому другорядних судів. Будівництво завершено через 4 роки.
У 1844 р. для нового адміралтейства звели п'ять кам'яних магазинів — складів на східному березі Південної бухти.
До початку Кримської війни крім основних гідротехнічних споруд були побудовані набережна, контрфорсних стіна, яка існує до цих пір, чотири майстерні, розпочато будівництво пильного заводу і пароплавного закладу.
З 1831 по 1850 рр. в Севастопольському адміралтействі було побудовано 19 бойових і 6 допоміжних суден.
У 1851 р. після смерті адмірала М. П. Лазарєва Нове Адміралтейство було перейменовано спеціальним указом в Лазаревське Адміралтейство. У період оборони Севастополя 1854–1855 років майстрові билися на бастіонах.
Після закінчення Кримської війни 4 травня 1856 було затверджено положення про створення на Чорному морі «Російського товариства пароплавства і торгівлі» (РОПіТ). Одним з найважливіших питань, що стояло перед РОПіТом, було питання створення власної суднобудівної та судноремонтної бази. Правління звернулося до уряду з клопотанням про передачу йому території Лазаревського адміралтейства. І уряд дало дозволу Ропіт на безоплатну оренду території адміралтейства з використанням наявного каменю і фундаменту для будівлі майстерень. У початку 1861 р. було закінчено будівництво Мортонова елінгу на площі Лазаревського адміралтейства.
У 1862 р. було піднято на елінг 28 пароплавів, на 7 з них були поставлені нові котли; в 1863 р. на елінгу було відремонтовано 40 пароплавів.
У 1869 р. на Севастопольському заводі РОПіТ було побудовано перше сталеве парове судно «Первісток».
16 серпня 1897 був підписаний акт про передачу Севастопольського адміралтейства РОПіТ Морському відомству. Вартість підприємства визначалася в 1900 тис. руб. Підприємство стало називатися Лазаревским адміралтейством Севастопольського порту .
У 1910-х рр.. портовий завод був найбільшим підприємством Севастополя і Криму. У зв'язку із збільшенням замовлень з судноремонту були побудовані нові майстерні та частково реконструювалися старі, число робочих заводу до початку першої світової війни становило близько 11 тис. чоловік.

## Після Жовтневої революції
1 травня 1918 німецькі війська зайняли Севастополь. Дороге майно порту, найбільш цінні матеріали були відправлені до Німеччини.
У 1919 р. зі складу військового Порта був виділений завод, названий Севастопольським суднобудівним, машинобудівним і електромеханічним заводом з підпорядкуванням Морському відомству. Заводом управляло Правління.
У 1923 р. Севастопольський морський завод був нагороджений орденом Трудового Червоного Прапора, а з січня 1930 трест «Севастопольський морський завод» був перейменований в Севастопольський морський завод і підпорядкований Всесоюзному об'єднанню суднобудівної промисловості.
Наказом Народного комісаріату суднобудівної промисловості № 28 від 15 травня 1940 заводу присвоєно відкрите найменування «Завод імені Серго Орджонікідзе № 201».
Початок німецько-радянської війни внесло зміни у виробничу програму Морського заводу. Збільшився загальний обсяг робіт, розширилася номенклатура, було освоєно виробництво зброї та боєприпасів.
9 травня 1944 Севастополь був звільнений від німецько-фашистських загарбників. До кінця 1944 р. силами заводу було відремонтовано та введено в дію 33 верстата, паровий молот і пневмомолот, два катери, тритонна вагранка, киснева станція, 15-тонний портальний кран на північній ділянці. У 1950-1960-ті рр. роки подальшого розвитку Севастопольського морського заводу, нарощування виробничих потужностей, вдосконалення виробничих процесів, розробки і впровадження прогресивної технології і збільшення обсягів судноремонтування.
28 липня 1966 рр. Севастопольський морський завод ім. С. Орджонікідзе нагороджений орденом Леніна.
У 1970–1980 рр.. підприємство стало багатогалузевим виробництвом. Його основні галузі: цивільний судноремонт, лиття, виробництво товарів народного споживання.

## В наш час
13 листопада 1991 р. відповідно до Статуту підприємства встановлено наступне юридичне найменування об'єднання — Державне підприємство «Севастопольський морський завод імені Серго Орджонікідзе» з підпорядкуванням Міністерству машинобудівного військово-промислового комплексу і конверсії України.
Наказом Міністра машинобудування, військово -промислового комплексу і конверсії України № 1724 від 26.12.1994 р. на базі державного підприємства «Севастопольський морський завод імені Серго Орджонікідзе» організовано відкрите акціонерне товариство «Севастопольський морський завод» в тому ж підпорядкуванні.
З грудня 1997 р. завод в підпорядкуванні Міністерства промислової політики України .
В даний час на «Севморзаводі» 34 дочірніх підприємств (на базі основних цехів і виробничих циклів заводу), але намітилася тенденція до зменшення числа дочірніх підприємств та їх зміцненню.
З весни 2014 р. йде юридичний спір щодо приналежності заводу, який спричинений анексією РФ території Севастополя і Криму.